# Bradley Johnson
Bradley Johnson (ur. 28 kwietnia 1987 w Londynie) – angielski piłkarz występujący na pozycji pomocnika. Od 2015 gra w Derby County.

## Kariera klubowa
Bradley Johnson zawodową karierę rozpoczynał w 2004 roku w Cambridge United. Dla zespołu tego rozegrał jednak tylko jedno spotkanie, po czym 16 maja 2005 roku przeszedł do Northampton Town. Z nowej drużyny Anglik dwa razy był wypożyczany do innych klubów, najpierw do Gravesend & Northfleet, a następnie do Stevenage Borough. Po powrocie do Northampton Johnson spisywał się bardzo dobrze, grywał w podstawowej jedenastce, w efekcie czego podpisał ze swoim klubem nowy kontrakt, który obowiązywać miał przez kolejne dwa lata. Anglik dobrymi występami zwrócił na siebie uwagę klubów z The Championship - Coventry City, Colchesteru United i Queens Park Rangers.
W zimowym okienku transferowym Johnson był łączony z przenosinami do Leicester City, ale ostatecznie trafił do Leeds United. Anglik kosztował „The Peacocks” 250 tysięcy funtów i podpisał z tą drużyną 3,5-letni kontrakt. Johnson w Leeds zadebiutował 14 stycznia 2008 roku w wygranym 1:0 meczu ligowym z Crewe Alexandra na Alexandra Stadium, kiedy to w 71. minucie zmienił Davida Pruttona. Pierwszego gola dla nowej drużyny zdobył natomiast 6 marca, kiedy to wpisał się na listę strzelców w pojedynku przeciwko Bournemouth. 27 października Johnson został wypożyczony do Brighton & Hove Albion. Do Leeds powrócił 3 stycznia 2009 roku.
1 lipca 2011 roku podpisał trzyletni kontrakt z Norwich City. W 2015 przeszedł do Derby County.